# Epalpus rufipennis
Epalpus rufipennis là một loài ruồi trong họ Tachinidae.